# Ngự tiền văn phòng
Ngự tiền văn phòng (chữ Hán: 御前文房) là kiến trúc được xây dựng muộn nhất trong Tử Cấm thành, Hoàng thành Huế. Lầu Ngự Tiền Văn Phòng được xây dựng vào khoảng năm 1932, thời điểm vua Bảo Đại về nước chấp chính sau thời gian du học tại Pháp.

## Đặc điểm
Lầu là nơi làm việc của Ngự Tiền Văn Phòng, cơ quan thay thế cho Nội Các từ thời vua Minh Mạng. Lầu nằm ở bên trái điện Kiến Trung. Phía trước lầu Ngự Tiền Văn Phòng trước tòa nhà là vườn Thiệu Phương viên cùng một hệ thống mương nước thông ra hồ Ngọc Dịch.

## Lịch sử
Năm 1802 Nguyễn Ánh nhất thống Nam Bắc xong, lên ngôi hoàng đế lấy niên hiệu là Gia Long, lập ra "Thị Thư Viện" gồm một số văn thần hầu cận để phòng khi hỏi han việc chính trị và sai nghị thảo những dụ chỉ.
Đến năm 1820, vua Minh Mạng nối ngôi, đổi tên Thị Thư Viện thành “Văn Thư Phòng”, đến năm 1829 lại đổi thành "Nội Các" gồm có 4 viên quan tam tứ phẩm quản lãnh và đứng kế sau Lục bộ trên giấy tờ cũng như trên sân chầu.
Đến năm 1933, vua Bảo Đại bãi bỏ Nội Các lập ra "Ngự Tiền Văn Phòng" đứng đầu là Đổng lý. Các Đổng lý Ngự Tiền Văn Phòng là ông Phạm Quỳnh (1934-1944), ông Phạm Khắc Hòe (1944-1945).